# Jacques Foccart (personaggio)
Jacques Foccart è un personaggio immaginario, un supereroe dell'Universo DC e il secondo ad assumere il nome di Invisible Kid. È un membro della Legione dei Super-Eroi del XXX e XXXI secolo.
Come suggerisce il suo nome, possiede l'abilità superumana di diventare invisibile.

## Biografia del personaggio
Il primo Invisible Kid fu Lyle Norg, uno dei primi membri della Legione ad ottenere i suoi poteri da un siero chimico da lui inventato. Le sue competenze scientifiche lo aiutarono a sviluppare una forte amicizia con il super intelligente Brainiac 5. Le sue abilità lo resero un bene di valore per la Squadra di Spionaggio della Legione, di cui era membro permanente. Norg fu anche leader della Legione, e fu ucciso dal mostro Validus dei Fatal Five.
Alcuni anni dopo, Brainiac 5 fu avvicinato da Jacques Foccart, un nativo terrestre adolescente proveniente da quella che un tempo era la nazione franco-africana della Costa d'Avorio. La sorella più piccola di Jacques, Danielle, soffriva di un disordine neurologico letale che mise in ginocchio persino i grandi medici del XXX secolo, tanto da costringere Jacques a portarla da Brainiac 5 come ultima risorsa. Brainiac 5 decise immediatamente di utilizzare un pezzo di circuito dalla macchina smantellata nota come Computo, un super computer altamente avanzato che lui aveva creato anni prima. Computo si appropriò prontamente del corpo di Danielle, e prese anche controllo del quartier generale della Legione, della città di Metropolis e giunse quasi ad uccidere un gruppo di Legionari. Al fine di salvare Danielle e tutti gli altri, Jacques bevve il siero creato da Norg e ottenne il potere dell'invisibilità. Subito dopo, la Legione accolse Jacques nella squadra come nuovo membro, e questi assunse il nome di Invisible Kid in onore di Lyle.
Pochi giorni dopo l'adesione di Jacques alla squadra, la Legione affrontò un nuovo nemico a cui i membri si riferivano come Maestro dei Servi del Male. Il Maestro dei Servi possedeva una miriade di superpoteri, inclusa l'abilità di creare tubi di teleportazione dal nulla, e dopo che questi incontrò Jacques decise di seguirlo. La vista del vero volto del Maestro del Servo - che poi si scoprì essere l'antico criminale Darkseid - spaventò Jacques così profondamente che una larga porzione dei suoi capelli neri divenne permanentemente bianca.
Jacques presto scoprì di possedere, a differenza del suo predecessore, l'abilità di potersi teleportare e spostare in altre dimensioni. Questo talento gli fu molto utile e il suo compagno di squadra Wildfire fu quasi ucciso da un impostore che si fece passare per Lyle Norg. Tuttavia, quando uccise accidentalmente un criminale teleportandolo nello spazio, Jacques rimosse questa abilità aggiuntiva. Nonostante ciò, fu membro permanente della Squadra di Spionaggio della Legione, al fianco di Chameleon Boy, Phantom Girl e Shrinking Violet.

### Cinque anni dopo
Durante la "Five Year Gap" dopo la Guerra della Magia, la Terra cadde sotto il controllo occulto dei Dominatori, che tentarono di conquistare il pianeta nel XXX secolo. La Terra si allontanò dai Pianeti Uniti e il governo divenne man mano più repressivo. Jacques divenne il leader di una cellula di resistenza in cui c'erano lui, Tyroc e gli ex membri della Legione degli Eroi Sostituti. Ebbe una relazione romantica con Drura Sepht, un Eroe Sostituto che una volta si faceva chiamare Infectious Lass. Jacques condusse vittoriosamente la resistenza contro i Dominatori, insieme all'assistenza mai immaginata del nemico della Legione Universo e i membri dell'alta classe dei Dominatori classificati come "Batch SW6".
Al secolo, i Batch SW6 erano un gruppo di cloni adolescenti dei Legionari, creati da campioni prelevati apparentemente dopo il primo incontro degli eroi con Universo. Successivamente, rivelarono di essere dei duplicati provenienti da un paradosso temporale, cui ogni pezzo era legittimo come le loro controparti adulte. In ogni evento, l'emersione dei Batch SW6 permise a Jacques di incontrare il loro leader, il vero Lyle Norg, per la prima volta.
Dopo la sconfitta dei Dominatori, Jacques divenne un eroe planetario. La popolazione della Terra ricompensò i suoi sforzi nominandolo Presidente della Terra, con Troy Stewart (Tyroc) come vice presidente. Ma poco dopo, la Terra fu distrutta in un disastro che ricordava quello di Krypton avvenuto più di un millennio addietro. Poche dozzine di città e i loro abitanti sopravvissuti ricostruirono il loro pianeta come Nuova Terra. Infine, Jacques si dimise dalla carica di Presidente della Terra e si riunì alla Legione (dove svolse il ruolo di co-leader al fianco di Rokk Krinn), e Troy ne prese il posto come Presidente.

### Post-Ora Zero
Dopo che la continuità della Legione fu completamente rivista dagli eventi di Ora Zero, Jacques fu rifuso come un caro amico di Lyle Norg ai tempi della scuola. Jacques fu costretto da un rivale a scuola a bere il siero di Lyle, che era calibrato solo per la fisiologia di Lyle, come test per vedere se per lui fosse stato sicuro o meno. Anche se si pensò che Jacques fosse rimasto ucciso dal siero, fui invece salvato dalla Divisione Intelligence. Il siero lavoro in modo differente per lui, garantendogli l'abilità di rimanere invisibile ad ogni tipo di detector, anche se questa abilità gli causò numerosi dolori nell'utilizzo. Continuò così a lavorare per la EarthGov Intelligence.

### Post-Crisi infinita
Jacques non comparve nella continuità della terza versione della Legione cominciata nel 2005. Tuttavia, gli eventi della miniserie Crisi infinita ricostituirono una Legione analoga a quella presente pre-Crisi sulle Terre infinite, come visto nella storia "The Lightning Saga" in Justice League of America e Justice Society of America, e in "Superman e la Legione dei Super-Eroi" presente in Action Comics. Jacques non fu incluso in questi numeri, tuttavia gli eventi dell'epoca di "Five Years Later" (inclusa la salita di Jacques alla Presidenza della Terra) non furono più parte della linea temporale della continuità della DC.

## In altri media
- La versione di Invisible Kid di Jacques Foccart ebbe un ruolo marginale nelle puntate "Lightning Storm" e "Substitutes" della serie animata Legion of Super-Heroes.